# Norrlänna
Norrlänna är en ort i Länna socken i Strängnäs kommun. Orten klassades av SCB år 1995 som en småort. Orten ligger längs riksväg 55 ungefär sju km söder om centrala Strängnäs.